# عرفان باشديم
عَرْفان باقديم (أو عَرْفان باشديم حسب الترجمة الهولندية) لاعب كرة قدم إندونيسي، يلعب لفريق بيرسيما مالانج الإندونيسي أبوه نوفل باقديم لاعب كرة قدم إندونيسي سابق من أصول عربية حضرمية وأمه هولندية.

## بداياته
بدأ عرفان باقديم مشواره مع نادي أجاكس وأصبح هداف دوري هوفدكلاسي، ثم جلبه نادي أوتريخت ثم نادي هارلم في يوليو 2009 وبعدها انتقل إلى ناديين إندونوسيين ثم استقر به الحال في نادي بيرسيما مالانج الإندونيسي.

## وصلات خارجية
- عرفان باشديم على موقع الاتحاد الدولي (مؤرشف)  (الإنجليزية)
- عرفان باشديم على موقع رابطة كرة القدم اليابانية للمحترفين (اليابانية)
- عرفان باشديم على موقع قاعدة بيانات كرة القدم.إي يو (الإنجليزية)
- عرفان باشديم على موقع ناشيونال فوتبول تيمز (الإنجليزية)
- عرفان باشديم على موقع Soccerway.com (الإنجليزية)
- عرفان باشديم على موقع عالم كرة القدم.نت (الإنجليزية)